# Зидан, Мохаммед
Мохаммед Зидан (араб. محمد زيدان‎; род. 11 декабря 1981[…], Порт-Саид) — египетский футболист, нападающий.

## Биография

### Клубная
Футбольную карьеру начал в 1998 году в клубе египетской премьер-лиги «Аль-Масри».В 1999 году семья Мохаммеда эмигрировала в Данию. В том же году Зидан заключил контракт с датским клубом «АБ», в котором провёл четыре сезона. В сезоне 1999/00 не проходил в основной состав. С 2001 года Мохаммед начал регулярно выходить в основном составе «АБ». В июне 2003 года из-за финансовых затруднений «AБ» Зидан был продан в датский «Мидтъюлланн».
В сезоне 2003/04 он был признан лучшим новобранцем года, а в сезоне 2004/05 был признан лучшим игроком датской Суперлиги. Зимой 2005 года перебрался в Германию, заключив контракт с клубом немецкой Бундеслиги «Вердер». Закрепиться в основном составе ему не удалось, и сезон 2005/06 он провёл на правах аренды в клубе «Майнц 05». В составе команды играл в первом раунде Кубка УЕФА. Вернувшись в «Вердер», хорошо себя показал летом 2006 года, но получил травму. После восстановления в основной состав не проходил. Поэтому зимой 2006 года за 3 миллиона евро был продан в «Майнц 05».
Забив 6 голов в 5 матчах, был признан лучшим игроком февраля 2007 в немецкой Бундеслиге. Сезон 2006/07 его команда закончила неудачно, заняв 16 место и опустившись во вторую Бундеслигу.
В июне 2007 года за 5 миллионов евро был куплен клубом «Гамбург», подписав 4-летний контракт. В составе команды выиграл Кубок Интертото 2007 года.
В августе 2008 года перешёл в дортмундскую «Боруссию». Первый матч провёл 23 августа против мюнхенской «Баварии». Первый гол забил в ворота команды «Вердер», установив окончательный счёт 3:3. В конце сезона 2009/10 получил травму колена, которую залечивали в Египте. В это же время прошёл ускоренную военную службу в армии своей страны. Однако после возвращения он перестал получать игровую практику, у него начали возникать конфликты с партнерами.
В итоге зимой 2012 года, несмотря на интерес со стороны команды «Нюрнберг», игрок вернулся футбольный клуб «Майнц 05» с полугодовым контрактом и тут же начал показывать отличные результаты — 5 голов в 5 первых матчах за команду. Однако ряд скандальных историй не позволили игроку у клубу договориться о продлении сотрудничества.
Летом 2012 египтянин продолжил карьеру в ОАЭ, перейдя на правах свободного агента в «Бани Яс». Зидан покинул клуб в начале 2013 года и начал работать экспертом на телеканале Al-Jazeera Sports, однако официально не объявлял о завершении игровой карьеры. В ноябре 2013 был заочно приговорён в Египте к шести годам заключения за подделку трёх чеков арабской компании, занимающейся проектированием и городской застройкой.
15 сентября 2015 года возобновил карьеру, подписав контракт с «Эль-Харби» на один сезон.

### Сборная Египта
За сборную Египта играет с 2005 года. Участвовал в Кубке африканских наций 2008 года, который выиграла сборная Египта. Его гол, забитый в групповом матче со сборной Камеруна, был признан лучшим на турнире. Играл за сборную на Кубке конфедераций 2009 года. В матче против Бразилии, завершившемся со счётом 4:3 в пользу победителя Кубка Америки, забил первый и третий голы своей команды. В составе сборной Египта стал обладателем Кубка африканских наций 2010 года.

## Достижения
«Вердер»
- Обладатель Кубка немецкой лиги: 2005/06

«Гамбург»
- Обладатель Кубка Интертото: 2007

Боруссия Дортмунд
- Чемпион Германии: 2010/11
- Обладатель Суперкубка Германии: 2008

Сборная Египта
- Обладатель Кубка африканских наций (2): 2008, 2010

Личные
- Лучший игрок чемпионата Дании: 2004/05